# Лорен Фауст
Лорен Фауст (англ. Lauren Faust, нар. 25 липня 1974, Аннаполіс) — американська аніматорка, сценаристка, режисерка і продюсерка. Лавреатка премії «Еммі».
Вивчала анімацію в Каліфорнійському інституті мистецтв. Здобула популярність за роботу над «Фостер: Будинок для друзів зі світу фантазій», «Суперкрихітками» та «Дружба — це диво». У 2008 році отримала премію Еммі за роботу над мультсеріалом "Фостер: Будинок для друзів зі світу фантазій".
Була номінована на премії Еммі чотири рази (двічі за «Фостер: Будинок для друзів зі світу фантазій» і ще два за «Суперкрихітки»), а також завоювала одну Еммі за роботу над мультсеріалом «Фостер: Будинок для друзів зі світу фантазій».
Лорен Фауст працювала з Hasbro над створенням мультсеріалу «Дружба — це диво». Вона намагалася оскаржити встановлений характер існуючого серіалу «My Little Pony», створюючи більш глибокий характер і пригодницький настрій. В результаті її роботи шоу отримало великий успіх не тільки серед молодої жіночої аудиторії, але й величезну популярність серед дорослих чоловіків і підлітків. Незабаром після другого сезону Фауст покинула проєкт.

## Особисте життя

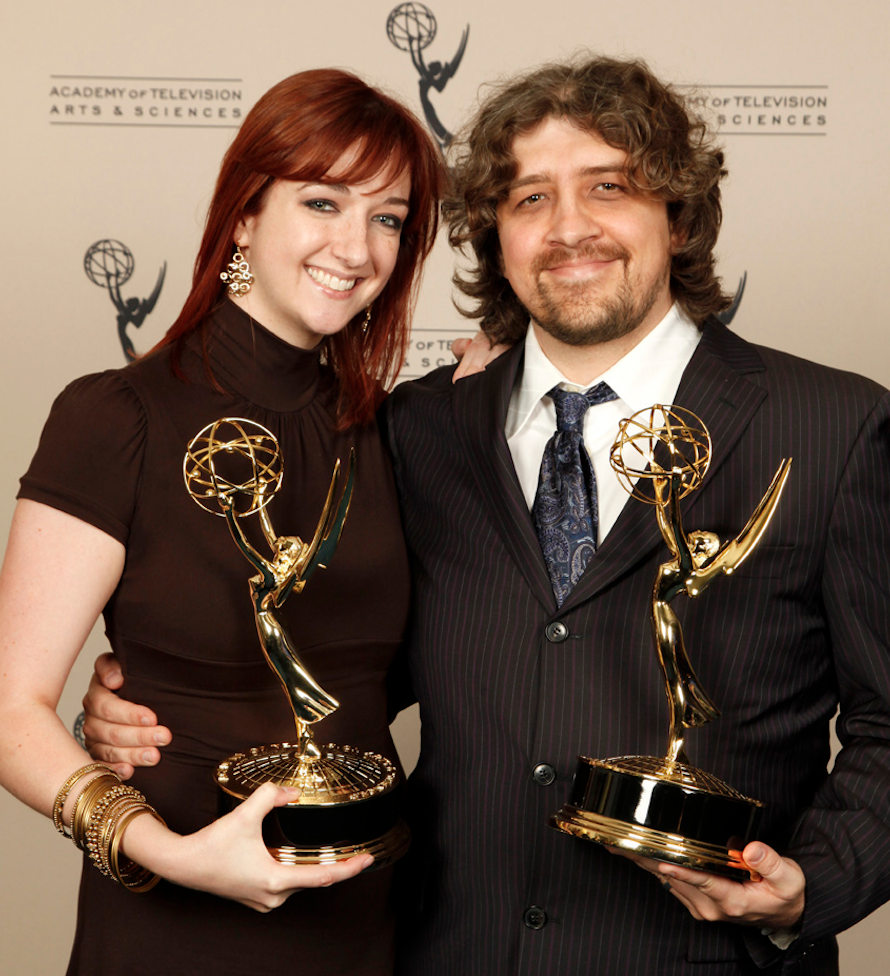
Лорен Фауст і Крейг Маккракен «Еммі» в 2008 році

Одружена з Крейгом МакКракеном, з яким познайомилася під час роботи над третім сезоном мультсеріалу «Суперкрихітки».

## Фільмографія

### Фільми
| Рік  | Назва                                                          | Роль                                      |
| ---- | -------------------------------------------------------------- | ----------------------------------------- |
| 1994 | Home, Honey, i'm High                                          | голос                                     |
| 1997 | Коти не танцюють                                               | аніматорка                                |
| 1998 | Чарівний меч-У пошуках Камелота                                | аніматорка                                |
| 1999 | Сталевий гігант                                                | аніматорка                                |
| 2002 | Круті дівчиська                                                | сценаристка                               |
| 2013 | Дівчатка з Еквестрії                                           | згадується у фільмі як «розробниця серії» |
| 2013 | Bronies: The Extremely Unexpected Adult Fans of My Little Pony | виконавча продюсерка, камео               |
| 2014 | Дівчатка з Еквестрії. Райдужний рок                            | згадується у фільмі як «розробниця серії» |
| 2015 | Дівчатка з Еквестрії. Ігри дружби                              | згадується у фільмі як «розробниця серії» |

### Телебачення
| Рік       | Назва                                          | Роль                                                   |
| --------- | ---------------------------------------------- | ------------------------------------------------------ |
| 1995      | «The Maxx»                                     | художниця                                              |
| 2001-2004 | «Суперкрихітки»                                | художниця, сценаристка, режисерка                      |
| 2004-2009 | «Фостер: Будинок для друзів зі світу фантазій» | розробниця, сценаристка, художниця                     |
| 2010-2011 | «Дружба — це диво»                             | авторка, розробниця, виконавча продюсерка, сценаристка |
| 2012      | «Super Best Friends Forever»                   | директор, продюсерка                                   |
| 2013-2016 | Вондер Тут і Там                               | копродюсерка                                           |